# إيمي جاي بيرغ
إيمي جاي بيرغ (بالإنجليزية: Amy J. Berg)‏ هي منتجة أفلام وكاتبة سيناريو ومخرجة أمريكية، ولدت في 13 أكتوبر 1970 في لوس أنجلوس في الولايات المتحدة.

## وصلات خارجية
- إيمي جاي بيرغ على موقع IMDb (الإنجليزية)
- إيمي جاي بيرغ على موقع ألو سيني (الفرنسية)
- إيمي جاي بيرغ على موقع أول موفي (الإنجليزية)
- إيمي جاي بيرغ على موقع قاعدة بيانات الأفلام السويدية (السويدية)
- إيمي جاي بيرغ على موقع ديسكوغز (الإنجليزية)
- إيمي جاي بيرغ على موقع قاعدة بيانات الفيلم (الإنجليزية)
- إيمي جاي بيرغ على موقع كينوبويسك (الروسية)
- إيمي جاي بيرغ على موقع كينوبويسك (الروسية)